# Rhododendron delavayi
Rhododendron de Delavay
Espèce
Classification phylogénétique
Statut de conservation UICN

 LC  : Préoccupation mineure
Rhododendron delavayi, le rhododendron de Delavay, est une espèce d’arbuste (et parfois même un arbre) de la famille Ericaceae, originaire de Chine, du NE de l’Inde, du Bhoutan, Myanmar, Thaïlande et Nord Vietnam.
Cette espèce est utilisée en horticulture, principalement dans sa zone géographique d’origine.

## Étymologie et histoire de la nomenclature
Le nom de genre Rhododendron (créé par Linné en 1753) vient du grec ancien ῥoδόδενδρον rhododendron morph. « arbre à roses », composé de ῥόδον, rhodon « rose » et δένδρον, dendron « arbre ». Remarquons que le terme existait depuis 1518 en latin des botanistes, emprunté au latin rhododendron « laurier-rose » (Pline, H.N., 16, 79 etc.), lui-même repris au grec ῥoδόδενδρον  rhododendron de même sens.

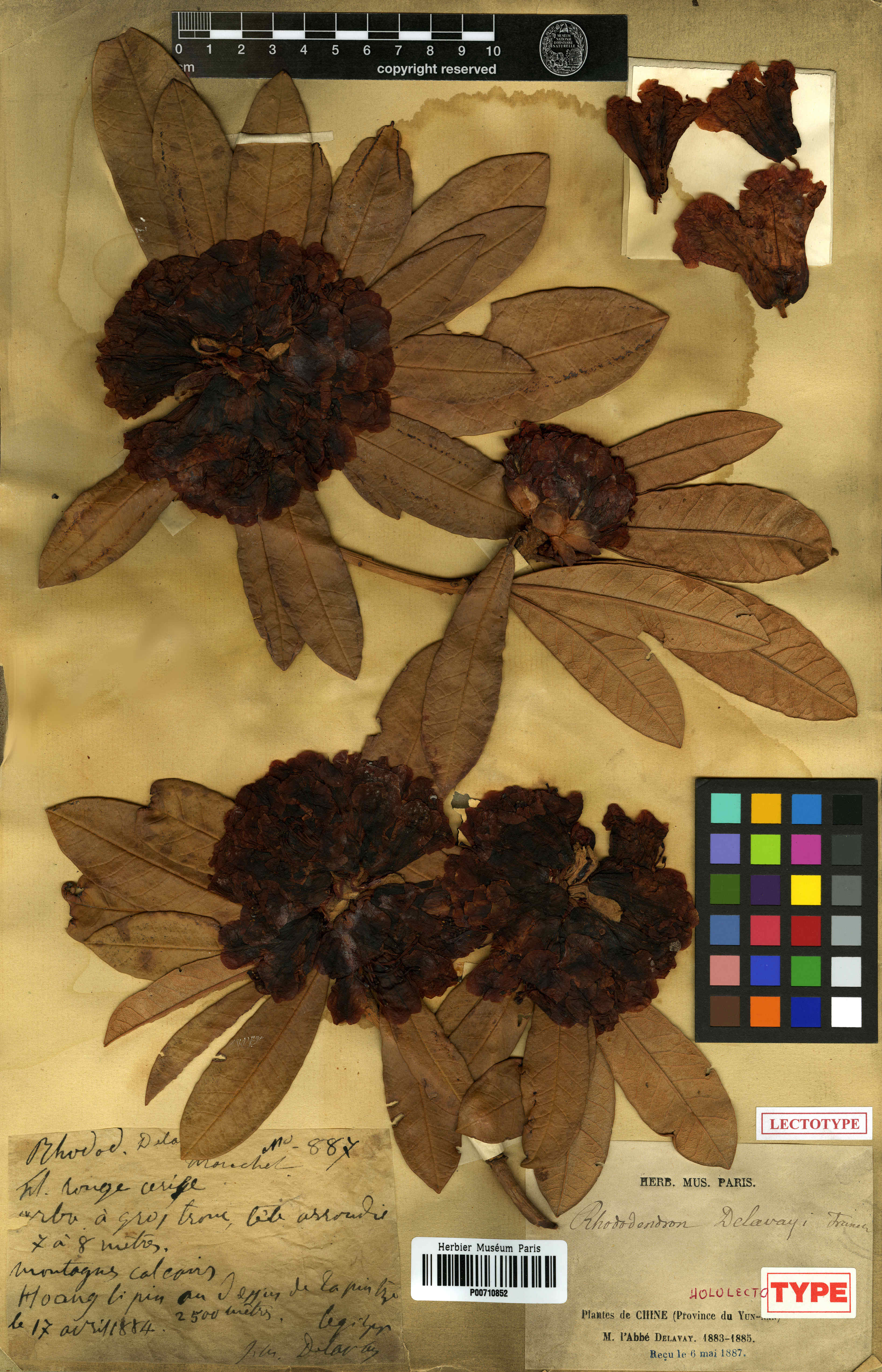
R. delavayi, herbier du père Delavay, récolté « Province du Yun-nan, montagne de Hoang li pin »

L’épithète spécifique delavayi est dédiée au missionnaire botaniste Jean-Marie Delavay qui sur les pentes des Cangshan au Yunnan (Chine) découvrit un grand nombre de nouvelles espèces de rhododendrons dont la présente espèce.
Un des terrains de prospection préféré du père Delavay fut les montagnes qui dominent de la ville de Dali à l’ouest (au Yunnan), les Cangshan 苍山. Ces monts sont surnommés par les Chinois « Le jardin des rhododendrons naturels »  (天然杜鹃花园 Tiānrán dùjuān huāyuán) que l’on sait être maintenant un « point chaud de biodiversité ». Plus du quart des espèces mondiales de Rhododendron, de Primula, de Corydalis etc. se trouvent dans le point chaud des Monts Hengduan dans la région de Centre-Sud de la Chine.  
Le 17 avril 1884, il récolte le spécimen ci-contre de rhododendron aux « fleurs rouge cerise, arbre à gros tronc peu élevé ayant jusqu’à 40 cm, tête arrondie, 7 à 8 m, rameaux tortueux » note-il sur la feuille d’herbier.
À Paris, Adrien Franchet, le botaniste du Muséum qui reçoit les herbiers du père Delavay, en donne la description scientifique (diagnose), en 1886, sous le nom de Rhododendron delavayi , dans le Bulletin de la Société Botanique de France 33: 231. Dans son article, Franchet rend compte avec enthousiasme du travail de terrain remarquable fait par le père David au Tibet oriental et par le père Delavay au Yunnan : « Depuis la publication de M. Joseph Dalton Hooker, the Rhododendrons of Sikkim Himalaya, aucun collecteur n’avait apporté autant d’élément nouveaux à ce beau genre que les deux missionnaires dont les plantes font le sujet de ce travail ; les espèces qu’ils ont pu découvrir jusqu’à ce jour s’élèvent en effet à 36, et ce chiffre sera certainement dépassé quand M. Delavay se trouvera en position d’étendre le champ très restreint de ses explorations ».
En 1979, David F. Chamberlain a traité R. delavayi comme la sous-espèce : Rhododendron arboreum subsp. delavayi. C’est le choix retenu par le Wikipedia anglais, contrairement à The Plant List, Tropicos, Flora of China etc.

## Description

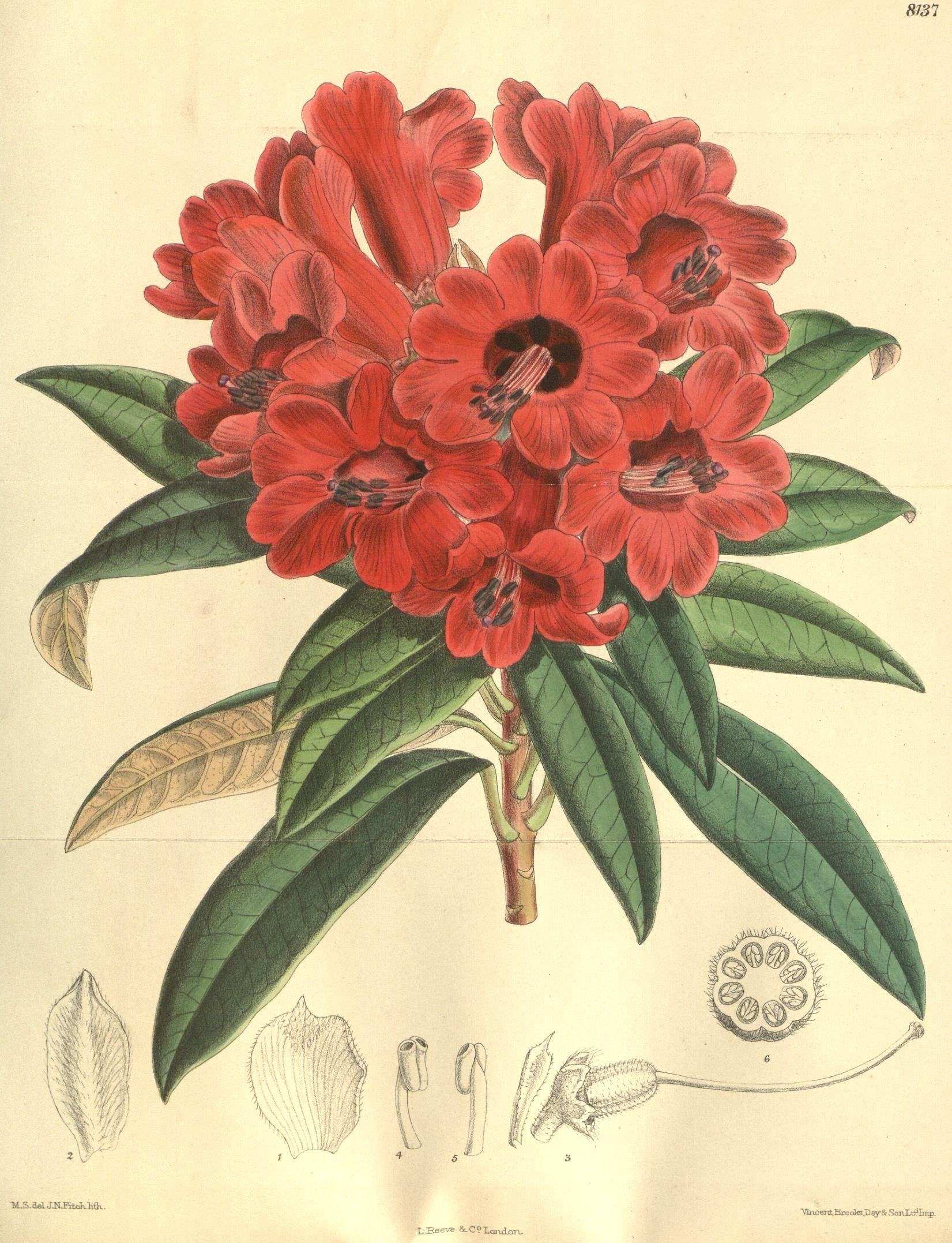
R. delavayi, Curtis's Botanical Magazine

Rhododendron delavayi est un arbuste de 1 à 7 m, voire un arbre pouvant atteindre 12 m, à l’écorce grisâtre, s’exfoliant en fins flocons irréguliers.
La feuille simple portée par un pétiole cylindrique de 7–20 mm, comporte un limbe coriace, longuement lancéolé, de 7–15 cm de long sur 1–5 cm de large; à base effilée; à marge révolutée; la nervure médiane est très proéminente sur le revers, la surface est couverte d’un indument monocouche, spongieux ou légèrement agglutiné, blanchâtre à fauve.
L’inflorescence est une ombelle sphérique, portant 10 à 20 fleurs sur un rachis de 10 mm, densément roux tomenteux. La fleur comporte une corolle campanulée, charnue, de couleur rouge cerise à pourpre foncé, de 3-5 x 3–4 cm, à 5 lobes émarginés, 10 étamines inégales, un ovaire conoïde, 10-loculaire, densément fauve tomenteux.
Le fruit est une capsule oblongue, de 18–20 mm sur 8 mm, noirâtre.
La floraison a lieu en mai, la fructification en décembre.

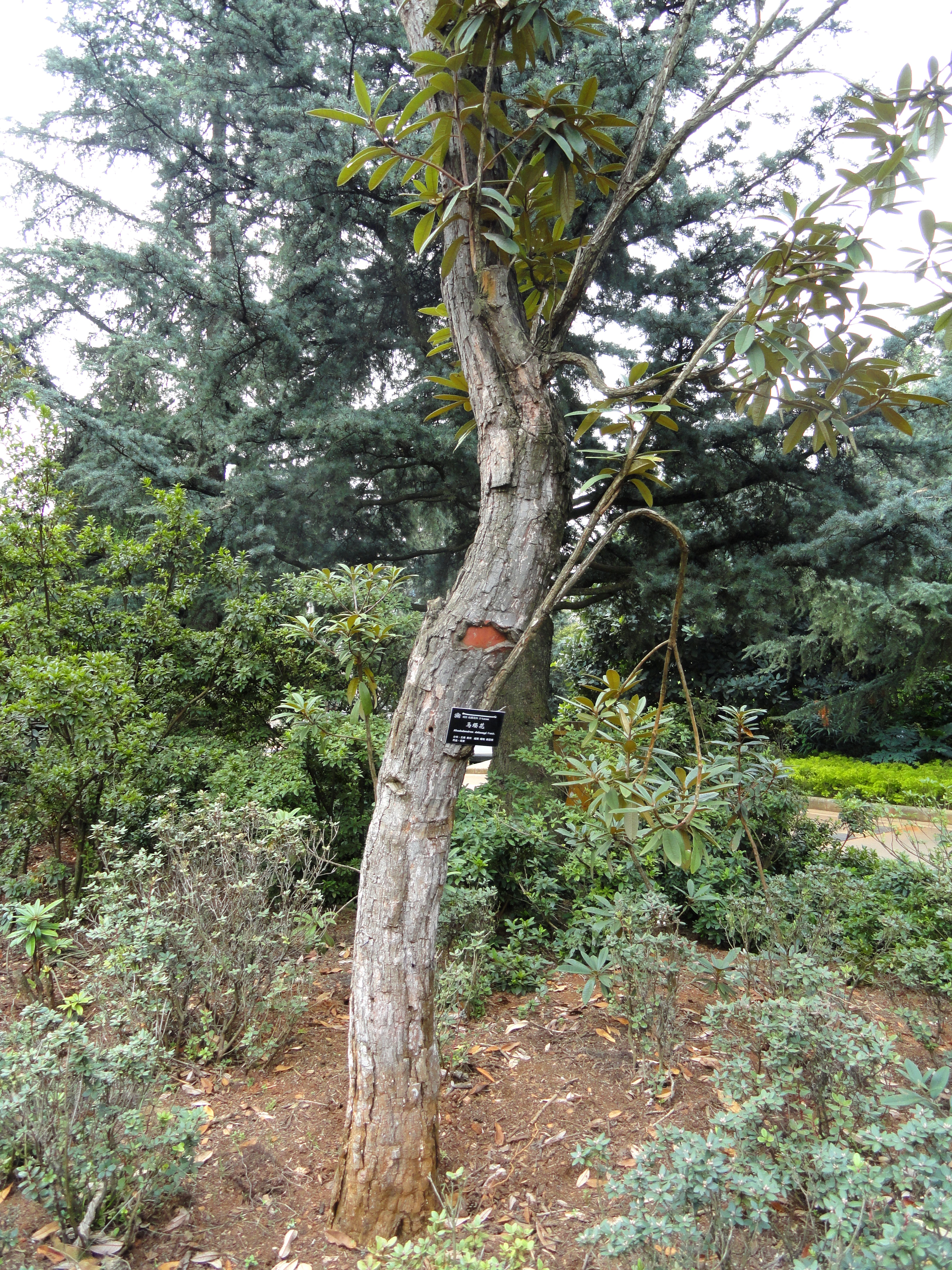
Grand spécimen
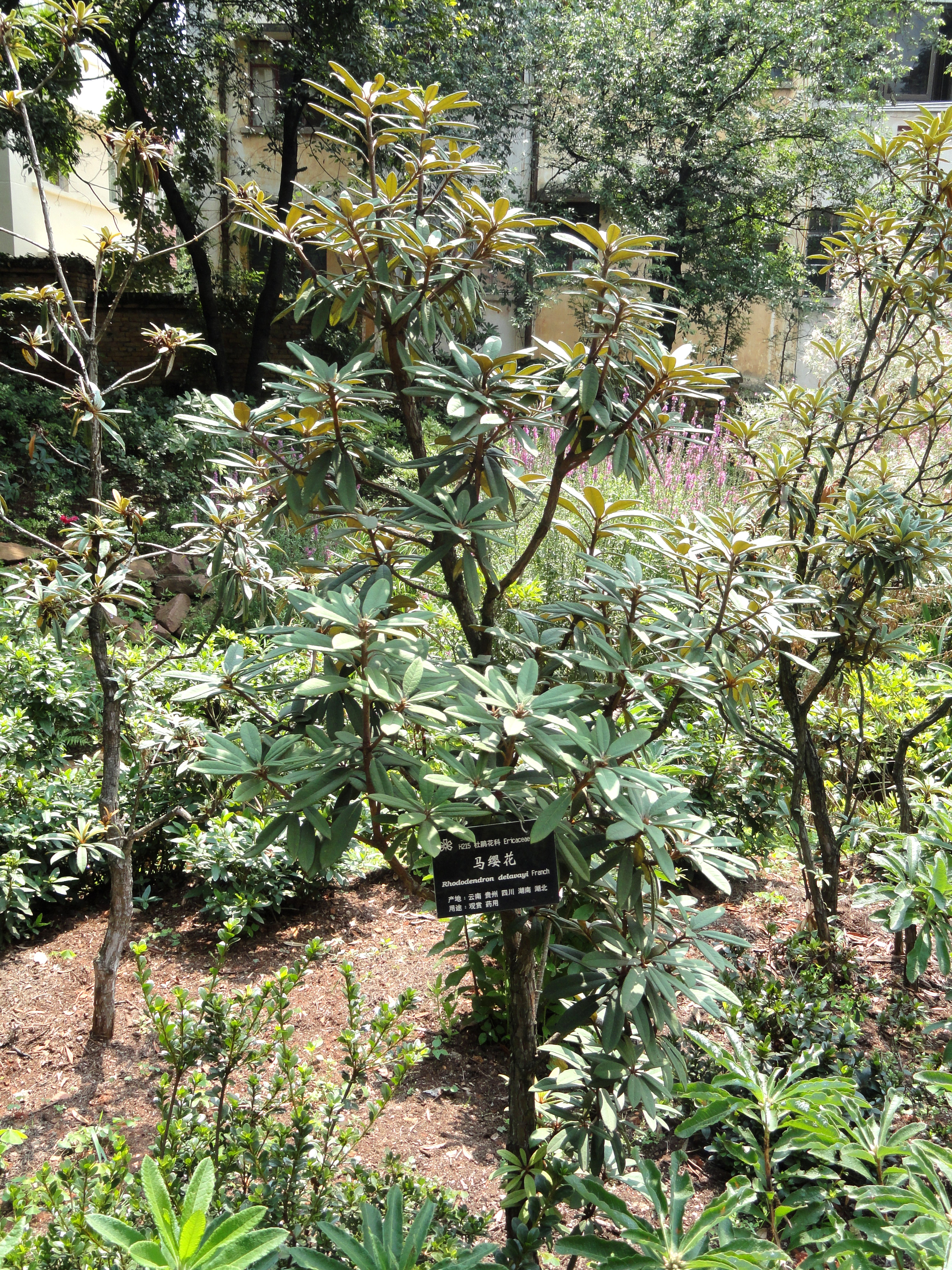
R. delavayi
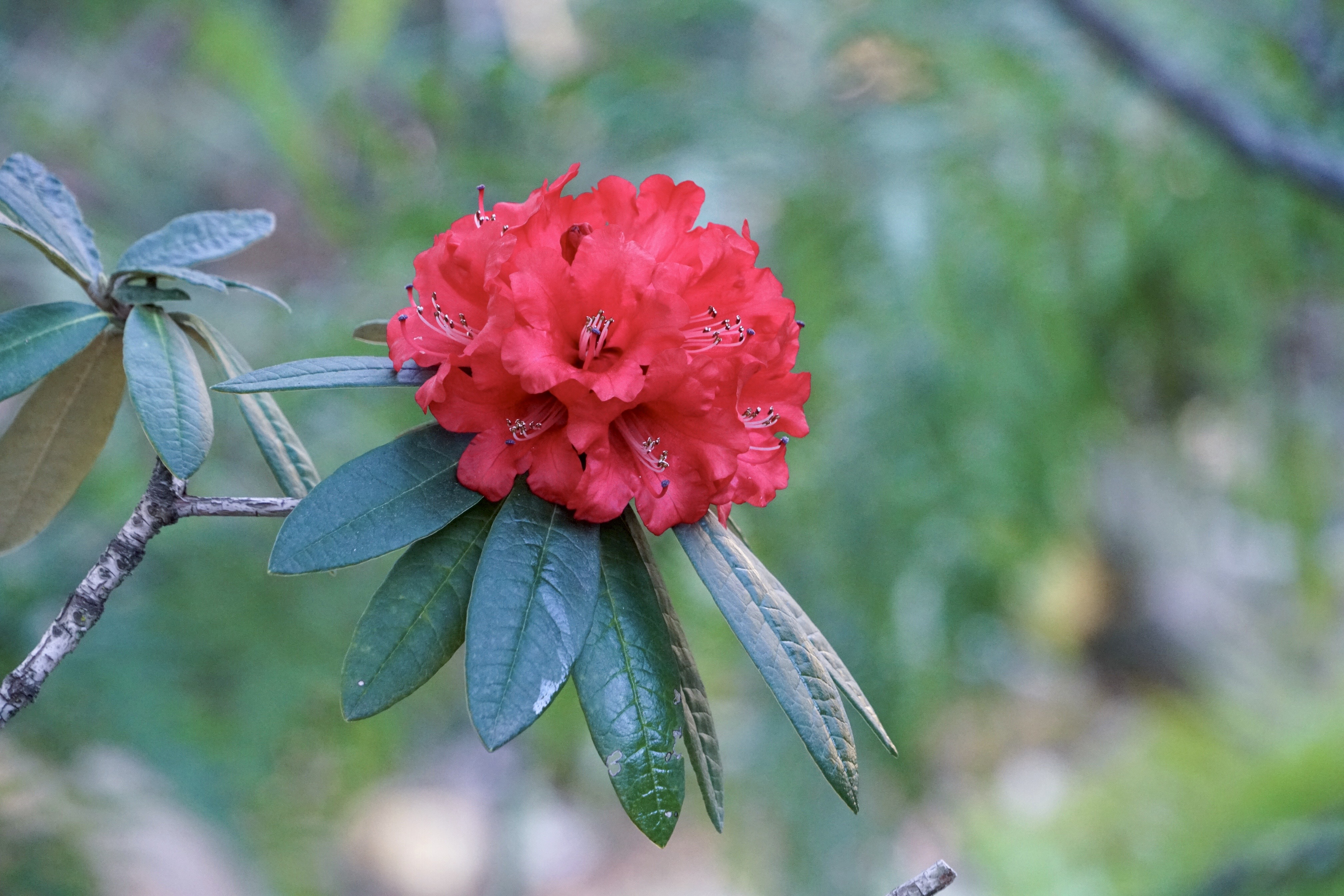
Inflorescence

## Variétés
Selon Flora of China, il existe 3 variétés :
- R. delavayi var. pilostylum : style floconneux à l’extrémité
- R. delavayi var. delavayi : style glabre, limbe de 1,5–5 cm
- R. delavayi var. peramoenum : style glabre, limbe de 1–2 cm des feuilles plus étroit

## Distribution et habitat
Le rhododendron de Delavay croît dans les régions du Sud-Ouest de la Chine, du Nord-Est de l’Inde, du Bhoutan, Myanmar, Thaïlande, et du Nord Vietnam. 
Il pousse dans les forêts mixtes, les forêts feuillues sempervirentes, à la lisières des bois, sur les pentes rocheuses, entre 1 200 et 3 200 m.

## Horticulture
En raison de ses fleurs très attrayantes, de ses feuilles persistantes et de sa bonne résistance aux climats arides et froids, R. delavayi est devenu un arbuste ornemental apprécié des horticulteurs, en particulier en Chine et dans certains pays d'Asie du Sud-Est et du Sud, comme le Vietnam, la Thaïlande, la Birmanie et l'Inde. On la trouve plus rarement en Europe